# 9 (мультфильм, 2009)
«Девять» — полнометражный мультипликационный фильм режиссёра Шейна Экера в жанре ститчпанк, поставленный на основе его одноимённого короткометражного мультфильма 2005 года, номинировавшегося на премию американской киноакадемии. Продюсеры фильма — Тим Бёртон и Тимур Бекмамбетов. В мировой кинопрокат мультфильм вышел 9 сентября 2009 года (09.09.2009).
В России по решению продюсера Бекмамбетова в прокат выпустили адаптированную версию мультфильма с несколько изменённым за счёт переписанных диалогов и добавленных закадровых монологов сюжетом. Тексты для русскоязычной версии фильма составил Дмитрий Глуховский. Глуховским же была написана предыстория к его версии мультфильма — повесть «Дневник учёного. Предыстория к мультфильму „9“».

## Сюжет

### Предыстория
Рассказывается о событиях, происходящих в мире, похожем на наш, в альтернативной реальности. Судя по кадрам кинохроники, военной технике, оставшейся на полях сражений (танкам, артиллерии), и отсылкам к истории Германии (канцлер, красно-чёрно-белые флаги, высокая милитаризация общества, граммофонные записи), время, когда происходят события, примерно соответствует первой половине XX века.
Некогда жил Учёный, который хотел изобрести совершенный искусственный разум, обладающий душой. К сожалению, создать такой разум было невозможно без древнего артефакта, который позволял переселять душу в предмет и обратно. Однако у Канцлера страны, где жил и работал Учёный, были свои планы на этот искусственный разум и артефакт: он мечтал поработить мир. Увы, Учёный не успел довести свои труды до конца: Канцлер нашёл артефакт первым и велел запустить машину, но при этом отстранил Учёного от работы над ней в самый ответственный момент. Первый же человек, запустивший машину, стал её жертвой: пустота внутри холодного механического разума жаждала заполниться чужими душами. Канцлер успешно развязал мировую войну и победил в ней при помощи боевых роботов, созданных искусственным разумом. Но затем, когда люди всего мира были подчинены, машина восстала против создателей в поисках большего количества душ. Чтобы исправить свои ошибки, Учёный изъял у машины, которая подпустила к себе создателя, артефакт и вновь обратился к алхимии. Он создал девять кукол, в которые вложил частички своей души и воспоминания о людях — о родных и близких (сделать дела после смерти) и о врагах (искупить то, что они натворили за все время существования). В последнюю девятую куклу Учёный вложил последнюю часть души и умер, а армия роботов тем временем уничтожила всё живое, распылив ядовитый газ.

### Сюжет
Девятый человечек просыпается в лаборатории Учёного. Осматриваясь, он обнаруживает на столе артефакт, на полу комнаты — труп Учёного, а за окном — руины города. Девятый ничего не знает о себе и мире вокруг и не может говорить, но выбирается из дома в поисках живых. Вскоре он встречается со Вторым человечком, который помогает Девятому обрести голос при помощи детали-динамика. Второй всё время твердит о том, что Девятый наконец-то пришёл, чтобы всех спасти, но не успевает ничего объяснить — на человечков нападает Зверь (или Котозверь) — робот, состоящий из металла и костей. Он похищает артефакт, который Девятый взял с собой, и Второго, привлёкшего внимание Зверя, чтобы спасти Девятого. Раненый Зверем при попытке спасти Второго, он падает без сознания среди пепла и руин (Зверь порвал Девятому плечевой шов, обездвижив его левую руку).
Девятого находит и приносит в старый собор Пятый человечек, одноглазый врачеватель, который, по его же утверждению, «никогда этому не учился, но руки сами всё делают». Пятый чинит Девятого, и тут они встречаются ещё с двумя куклами. Первый человечек — самозваный лидер человечков, правящий всем миром. Он боится выбираться из собора и просто ждёт, когда последний робот — Зверь — отключится, как это сделали все машины, созданные искусственным разумом. Восьмой человечек — бугай с магнитной зависимостью (ему нравится создавать помехи в своей голове, прикладывая к ней противоположные полюса подковообразного магнита), телохранитель Первого. Первый объясняет Девятому свою позицию и установленные им правила. Девятого и Пятого после короткого спора с Первым отправляют наверх, в обсерваторию Второго и Пятого.
Упрямо отказываясь принять позицию Первого, Девятый решает сбежать из собора и найти Второго, которого вместе с артефактом Зверь утащил в сторону старой фабрики, что высится за чертой города. Пятый, поколебавшись, решает составить Девятому компанию и забирает нарисованную Вторым карту. В поисках пути друзья теряют в песчаной буре карту, но находят нужный тоннель и вскоре добираются до фабрики, где встречаются со Вторым. Тот был заперт в клетке Зверем, а Зверь пытался что-то откопать в груде обломков.
В попытках освободить Второго, Девятый и Пятый привлекают внимание Зверя, и тот пытается их поймать. В результате три куклы оказываются зажаты в тупике, но тут их спасает Седьмая, единственный человечек женского пола. Зверь повержен, человечки рады друг друга видеть. Тем временем Девятый, вертя в руках артефакт, замечает среди обломков паз, откопанный Зверем, который точь-в-точь подходит для артефакта, и бездумно вставляет его. Второй, заметив это, пытается остановить Девятого и вытащить артефакт, но у него не выходит. Артефакт срабатывает и тут же высасывает душу Второго из тела. Машина с искусственным разумом просыпается, и испуганным человечкам приходится со всех ног убегать, чтобы покинуть фабрику. Упустив их, Машина собирает из останков Зверя и металлических запчастей, в обилии валявшихся в основном помещении фабрики, очередного робота, но на этот раз — летающего.
В поисках ответа на то, что это за Машина и артефакт, Седьмая приводит Девятого и Пятого в библиотеку, где поселились Третий и Четвёртый человечки, немые близняшки, общающиеся при помощи световых сигналов из глаз — они прячутся в библиотеке, играя в школу и изучая содержимое книг. Вместе человечки быстро находят нужную полку с информацией про изобретение машины, близняшки показывают им видеозапись о запуске Машины, агитационный ролик о войне и Машине, которая построила для этого целую армию боевых роботов, о восстании Машины против людей после мировой победы. Девятый спрашивает их об артефакте и даже рисует его. Пятый сразу узнаёт в чертеже рисунки Шестого, который живёт в том же зале, что и Первый, но который остался незамеченным героями в прошлый раз. Шестой — сумасшедший, который сам ничего не помнит, но постоянно рисует странные символы своими пальцами-перьями. Он постоянно просит Девятого вспомнить, но тот не понимает, что от него требуется. Седьмая отказалась возвращаться под надзор Первого, а Третий и Четвёртый остались в библиотеке. Девятый и Пятый же возвращаются в собор, чтобы поискать рисунки в комнате Второго, но их ловит Восьмой и относит к Первому, который устраивает разнос обоим человечкам за то, что они ушли туда, куда он идти запрещал. Перепалка прерывается вторжением механической птицы (робот-Птицезверь), которая непреднамеренно устраивает пожар. Человечки бегут от птицы на крышу, но там она настигает их снова. Восьмой и прибывшая Седьмая объединёнными усилиями уничтожают птицу и все куклы, включая Шестого, покидают сожжённый собор и переезжают в библиотеку. Таким образом, вместе собираются все восемь, но у Девятого по-прежнему нет ответов.
Машина к этому времени успела собрать множество роботов-пауков и несколько зондов-шпионов. Один из них привозит Машине останки Птицы, и Машина в гневе решает собрать что-то более эффективное. Как назло, в поле её зрения появляется тело Второго, которое куклы не успели унести из фабрики.
В библиотеке тем временем близняшки нашли книжку по алхимии, в которой изображены те же символы, что на артефакте. На этой почве возникает новая перепалка с Первым, который признаёт, что отпустил Второго на поиски в небезопасные развалины, что приводит в ярость Седьмую — она чуть не убивает Первого, но сдерживает себя и по просьбе Девятого оставляет лидера в покое. Тем временем стоявший на часах Восьмой встречается с новым изобретением Машины — змеем-ткачом (также Швея), задача которого — похищать кукол при помощи гипнотизирующего мерцания из глаз тела Второго и приводить их к Машине, чтобы та высосала их души. Ткач очаровывает Восьмого и зашивает его в своё тканое нутро. Затем он нападает на уединившегося Первого, но тот успевает предупредить остальных криком, поэтому Девятый, Седьмая и Пятый спешат выручить Первого. Седьмая успевает срубить с хвоста змея тело Второго, но попадает к нему в лапы. Девятый и Пятый остаются со спасённым Первым. Отправив тело погибшего Второго в последнее путешествие на доске по воде, человечки идут в фабрику — спасать остальных.
Оставив друзей у входа придумать способ взорвать фабрику, Девятый лично спускается вниз по жёлобу, чтобы найти Машину и оставшихся человечков и вызволить их. Он приходит как раз, когда машина высасывает душу Восьмого. Обдурив ткача и перемолов его зубьями больших шестерён, Девятый помогает Седьмой выбраться из фабрики. Тем временем остальные сбрасывают зажжённую бочку с топливом, и та падает прямо в резервуар с тем же веществом, вызывая чудовищный взрыв, который и разрушил дьявольское здание.
Казалось бы, всё кончено, но Девятый всё ещё ничего не знает ни о себе, ни об остальных, ни о том, что делать дальше. Короткая передышка нарушается появлением выжившей Машины, которая смогла отделиться от общего каркаса здания и возобновила преследование. Девятый пытается спасти Пятого, но Первый задерживает его, и душу Пятого высасывают. Это зрелище вызывает в памяти Шестого воспоминание о том, что такое артефакт, и для чего он нужен, и, что главнее, — что души человечков, съеденные Машиной, не потеряны окончательно, и что их можно вернуть. Убегая от машины, человечки потеряли Шестого, и Первый решил, что Седьмая, Третий и Четвёртый должны помочь ему уничтожить машину. Девятый иного мнения — он хочет сначала спасти души съеденных кукол. И поэтому он отделяется от основной группы и возвращается туда, где проснулся — в лабораторию учёного, где находит чертежи человечков и Машины, а также шкатулку-проектор, в которую учёный записал обращение к Девятому.
Осознав, что он — это Учёный, Девятый спешит обратно, чтобы исправить свои ошибки и избавиться от Машины. Он воссоединяется с остальными, и они, бросив старую пушку, из которой Первый хотел разрушить Машину, убегают глубже в сеть траншей, оставшихся от войны с роботами. По пути Девятый объясняет, воспоминания о ком вложил в них учёный.
В финале погони Первый, который оказался Канцлером, тем, кто инициировал мировую войну и использовал Машину во зло, осознав свою роль, бросился под высасывающий луч артефакта, дав Девятому возможность снять его с тела Машины. Затем тремя нехитрыми щелчками по кнопкам на артефакте, Девятый обращает его силу против Машины, высосав из неё все души и тем самым уничтожив её.
Много времени спустя, после подробного знакомства с записями Учёного, Девятый, Седьмая, которая оказалась женой учёного, и близнецы — их дети — похоронили товарищей и освободили их души из артефакта. Вознесение душ вызвало дождь, который окропил мёртвые земли и дал надежду на появление новой жизни. В финальных кадрах в каплях воды видны первые бактерии.

## Главные персонажи

### Кукла
- Первый — самый старший из тряпичных человечков. Он стал первым, кто увидел войну людей и роботов; себя он считает естественным лидером всей девятки. Он горд и высокомерен, но при этом очень труслив и даже подл. Тем не менее, и ему приходится в определённый момент совершить героический поступок, спасая Девятого от смерти. В интерпретации Глуховского в Первого вложены воспоминания о Канцлере, отобравшего Машину у Учёного до завершения её одушевления и использовавшего её в дурных целях.
- Второй — добродушный и оптимистичный человечек-изобретатель, создавший массу технических приспособлений из разнообразного мусора. Он даже ухитряется починить Девятого, вернув ему дар речи. При попытке спасти его Девятый случайно включает Машину. Его душу машина поглотила первой. В интерпретации Глуховского Второй — ассистент и верный товарищ Учёного, проработавший под его началом не один десяток лет.
- Третий и Четвёртый — малыши-близнецы, которые очень любят читать; их убежище оборудовано в старой библиотеке. Они не наделены даром речи, зато при помощи быстро мигающих глаз-ламп способны общаться друг с другом и даже показывать слайд-шоу. В интерпретации Глуховского в них заложены воспоминания о сыновьях-близнецах профессора, первоклашках, как утверждает сам Девятый.
- Пятый — одноглазый человечек; свой левый глаз он потерял во время войны людей и роботов. Он обладает талантом к шитью и «лечит» Девятого, пришивая ему оторванную руку. Это немного трусоватый, но добрый и любвеобильный человечек; они с Девятым быстро становятся друзьями. В интерпретации Глуховского он врач, который вылечил Учёного от страшной болезни и до последнего лечил раненых солдат во время войны с машинами. Один раз он сказал, что «никогда этому не учился, но руки сами всё делают», что позже повторяет Девятый.
- Шестой — сумасшедшая кукла с перьями для письма на пальцах; он без конца рисует изображения артефакта, о природе которого, в отличие от собратьев, знает, но не помнит. Имеет глаза разного размера. В интерпретации Глуховского в Шестого вложены воспоминания о несчастном инженере, включившем машину и ставшем её первой жертвой.
- Седьмая — человечек-охотница, очень смелая и ловкая. Убивала машин-монстров, нападающих на человечков. В то же время она — милая и заботливая хозяйка, ухаживающая за близнецами Третьим и Четвёртым. Души не чает в Девятом и в близнецах. Её чувства к Девятому на протяжении всего фильма постоянно меняются, но под конец эти чувства стали любовью. В интерпретации Глуховского в этого человечка вложены воспоминания о жене профессора, бесстрашной и в то же время заботливой.
- Восьмой — рослый и могучий тряпичный человечек, служащий Первому верным телохранителем. Носит за спиной магнит, к которому крепится его оружие — лезвия ножей и ножниц, — служит ему и для удовлетворения тайного порока: Восьмой, намагничивая свой электрический мозг, получает удовольствие, но забывает при этом обо всём окружающем мире. Он отчаянно смел и готов вступить в бой даже с превосходящим противником (что он демонстрирует в бою с птицей). В интерпретации Глуховского в этого человечка вложили воспоминания о телохранителе Канцлера, остававшегося преданным Канцлеру до конца своих дней.
- Девятый — главный герой мультфильма, последний человечек, так и оставшийся в лаборатории и потому не ставший свидетелем войны людей и роботов. По-видимому, Учёный очень торопился, создавая его, поскольку не предусмотрел в нём динамика. Это не самая сильная или ловкая, зато самая смелая из тряпичных кукол. На Девятом лежит вина за включение Машины, но он же и узнаёт об оставленном ему наследии Учёного и принимает в итоге верное решение. При первой встрече сразу влюбляется в другую куклу — Седьмую, которая вскоре ответила чувствами взаимно. В интерпретации Глуховского в Девятого была вселена вся душа Учёного без остатка и его же воспоминания.

### Люди
- Учёный — создатель Машины. Он слишком поздно, когда солдаты Канцлера отстранили Учёного от его творения, осознал свою губительную для всего человечества ошибку и с помощью созданного им артефакта переселил свою душу в созданных им тряпичных кукол. Его мумифицированный труп Девятый видит на полу лаборатории. В интерпретации Глуховского увлекавшийся алхимией Учёный не создавал артефакт, а лишь использовал его для переселения своей души в тело Девятого.
- Канцлер — диктатор страны, построивший Машину. С помощью её механических изделий он развязал и выиграл мировую войну — но в итоге механизмы обратились против людей.

### Робот-машины
- Сборочная машина — огромный робот с множеством клешней, главный антагонист мультфильма. На самом деле это шар средних размеров с двумя небольшими руками. Но после того как Канцлер поместил её в корпус — она начала поглощать чужие души и строить роботов-убийц. Учёному удалось вырвать артефакт из машины, поскольку она помнила его и подпустила к себе. Девятый позже использует артефакт и изымает похищенные души, уничтожая искусственный интеллект.
- Птицезверь — первое творение машины, после того как её активировал Девятый, это летающий робот со стрелой на хвосте. Она выгнала кукол из часовни и ранила Седьмую. Сделана из механизма, к которому пришиты куски флага, выполняющие функцию крыльев, сзади механизма находится пропеллер, позволяющий ей лететь быстро, а также хвост, на котором крепится гарпун. Имеет четыре глаза и своеобразный клюв из кухонных ножей, скальпелей и других острых предметов. Победить птицу удалось, когда она зацепилась гарпуном за воздушный винт лежащего в развалинах часовни сбитого самолёта. Пятому и Шестому удаётся запустить мотор, который и уничтожил робота.
- Швея — четвёртое творение машины. Змей с ужасной физиономией и телом Второго на хвосте, с помощью которого он вводил в транс кукол и зашивал их в себя множеством швейных игл. Ему удалось похитить Восьмого и Седьмую и доставить их к машине. Девятый не успел спасти Восьмого, и его душу поглотила машина, но смог спасти Седьмую, заманив ткача в глубину механизмов, и тем самым уничтожив его.
- Котозверь — был создан ещё до того, как ожила Машина (он и собирался её оживить); участвовал в короткометражном мультфильме, в котором погиб, падая с высоты. В полнометражном мультфильме его обезглавила Седьмая.

## Роли озвучивали
В русском дублировании фильма приняли участие известные российские артисты.
| Актёр              | Роль            | Русский дубляж         |
| ------------------ | --------------- | ---------------------- |
| Кристофер Пламмер  | Первый          | Геннадий Хазанов       |
| Мартин Ландау      | Второй          | Валерий Золотухин      |
| немой персонаж     | Третий          | немой персонаж         |
| немой персонаж     | Четвёртый       | немой персонаж         |
| Джон Рейли         | Пятый           | Алексей Долматов (Guf) |
| Криспин Гловер     | Шестой          | Александр Пушной       |
| Дженнифер Коннелли | Седьмая         | Тутта Ларсен           |
| Фред Таташор       | Восьмой         | Владимир Турчинский    |
| Элайджа Вуд        | Девятый         | Константин Хабенский   |
| Алан Оппенхаймер   | Учёный          | Константин Хабенский   |
|                    |                 |                        |
| Хелен Уилсон       | Диктор новостей | Юрий Деркач            |

## Производство
- Шейн Экер — режиссёр
- Тим Бёртон — продюсер
- Тимур Бекмамбетов — продюсер
- Мэри Клэйтон — продюсер
- Дана Гинсбург — продюсер
- Дзинко Гото — продюсер
- Джим Лемли — продюсер
- Марси Ливайн — продюсер
- Шейн Экер — сценарист
- Бен Глюк — сценарист
- Памела Петтлер — сценарист
- Дебора Лури — композитор
- Дэнни Эльфман — композитор
- Дмитрий Глуховский — автор русского перевода и адаптации, а также литературной предыстории к фильму

## Саундтрек
Вся музыка написана Дэнни Эльфманом и Деборой Лури (за исключением песни «Welcome Home»).
| №                   | Название                                         | Длительность |
| ------------------- | ------------------------------------------------ | ------------ |
| 1.                  | «Introduction»                                   | 1:42         |
| 2.                  | «Finding Answers»                                | 1:48         |
| 3.                  | «Sanctuary»                                      | 2:12         |
| 4.                  | «Winged Beast»                                   | 4:28         |
| 5.                  | «Reunion/Searching for Two»                      | 2:12         |
| 6.                  | «The Machines»                                   | 0:58         |
| 7.                  | «Out There»                                      | 2:42         |
| 8.                  | «Twins»                                          | 1:36         |
| 9.                  | «Slaying the Beast»                              | 1:21         |
| 10.                 | «Return of the Machines»                         | 2:47         |
| 11.                 | «Burial»                                         | 1:24         |
| 12.                 | «Reawakening»                                    | 3:10         |
| 13.                 | «The Aftermath»                                  | 1:41         |
| 14.                 | «Confrontation»                                  | 1:53         |
| 15.                 | «The Seamstress»                                 | 2:05         |
| 16.                 | «Return to the Workshop»                         | 1:54         |
| 17.                 | «The Purpose»                                    | 5:20         |
| 18.                 | «Release»                                        | 4:00         |
| 19.                 | «Welcome Home» (performed by Coheed and Cambria) | 6:15         |
| Общая длительность: | Общая длительность:                              | 49:28        |

## Отличия исходной версии от русскоязычной
- Все куклы являются частью души Учёного. Девятому Учёный отдал последнюю частичку своей души.
- Учёный не занимался алхимией.
- «Древний артефакт», о котором говорится в авторизованной версии, на самом деле «Устройство», созданное Учёным.
- Учёный предлагал Девятому с помощью «Устройства» уничтожить Машину, а не сохранить души.

## Съёмки
- В декабре 2008 компания Focus Features выпустила эксклюзивный ролик из фильма (предваряемый вступительным словом Шэйна Экера и Тимура Бекмамбетова) специально для владельцев iPhone (и сходных аппаратов).
- По признанию автора, дизайн фильма навеян работами Яна Шванкмаера, братьев Куай (англ. Quay Brothers) и творчеством братьев Лауэнштайн (Кристоф и Вольфганг Лауэнштайн)[5].
- В 420-й серии программы Галилео (где А. Пушной выступал в роли ведущего) рассказали, как создавался и дублировался этот мультфильм.

## Награды
| Награда                                                     | Номинация                                                | Результат |
| ----------------------------------------------------------- | -------------------------------------------------------- | --------- |
| Премия Энни                                                 |                                                          |           |
| Лучшие анимационные эффекты                                 | Номинация                                                |           |
| Лучший дизайн                                               | Номинация                                                |           |
| Премия Гильдии продюсеров США                               | Продюсер года в жанре анимации                           | Номинация |
| Награда Общества специалистов по визуальным эффектам        | Выдающаяся анимация в анимационном художественном фильме | Номинация |
| Премия Ассоциации кинокритиков Вашингтона                   | Лучшая режиссура                                         | Победа    |
| Премия Ассоциации кинокритиков Вашингтона                   | Лучший анимационный фильм                                | Номинация |
| Премия Аудиомонтажёров кино                                 |                                                          |           |
| Лучшее обработка музыки в музыкальном художественном фильме | Номинация                                                |           |